# Protrogosita distincta
Protrogosita
Genre
Espèce
Protrogosita est un genre fossile d'insectes coléoptères de la famille des Trogossitidae. Ce genre n'est représenté que par son espèce type fossile, Protrogosita distincta.

## Classification
Le genre Protrogosita et l'espèce Protrogosita distincta ont été déclarés en 1937 par les paléontologues français Piton (1909-1945) et Théobald (1903-1981),,. 

### Fossiles
L'holotype MNHN.F.B47303 vient de la collection Piacentini, conservée au Muséum national d'histoire naturelle de Paris, et vient de la commune de Menat dans le département du Puy-de-Dôme en Auvergne.

### Mono espèce
Selon Paleobiology Database, en 2023, le genre Protrogosita a une seule espèce :
- Protrogosita distincta Piton et Théobald, 1937[2]

### Étymologie
L'épithète spécifique distincta signifie en latin distinct.

## Description

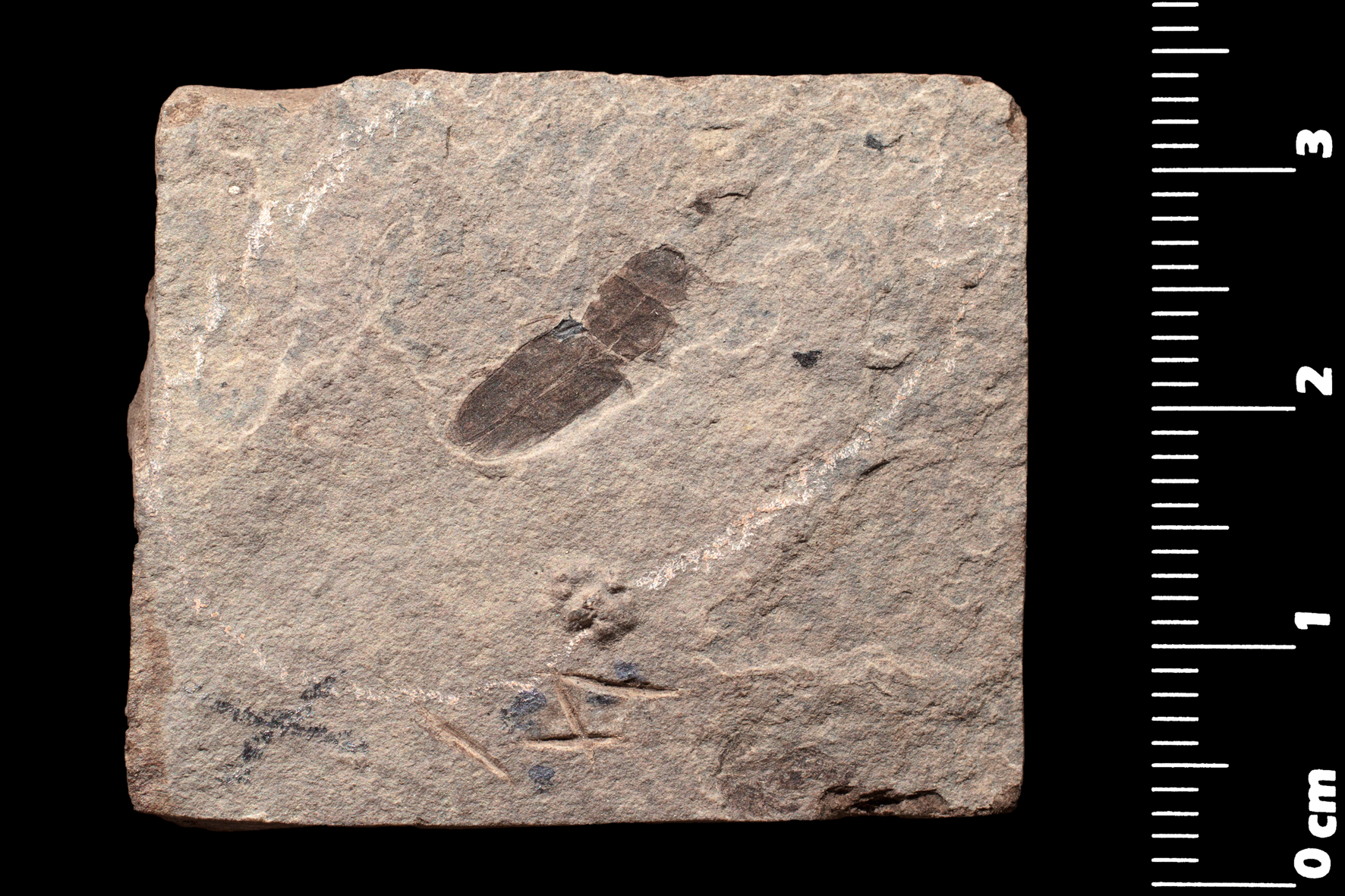
Protrogosita distincta holotype MNHN.F.B47303.

### Caractères

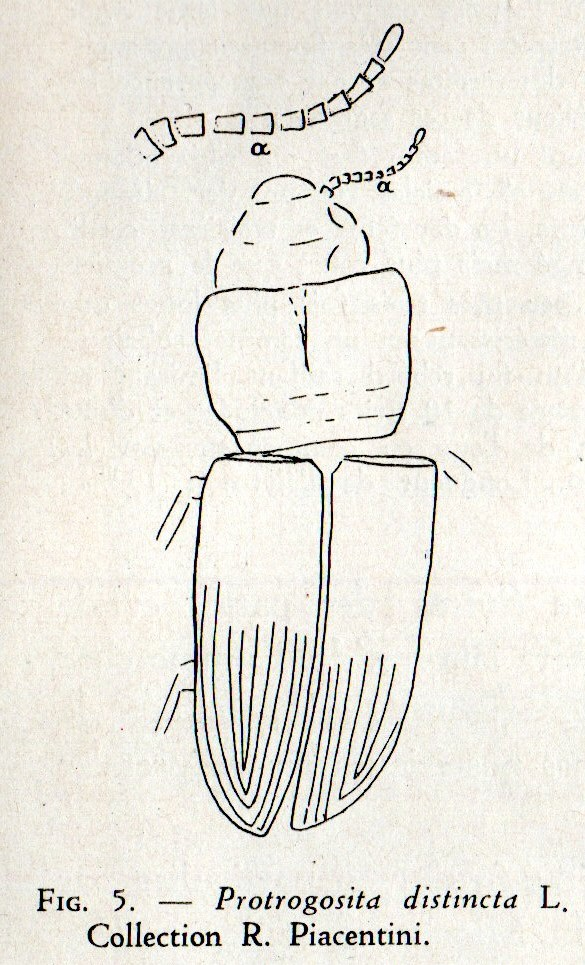
Protrogosita distincta, interprétation graphique par Piton et Théobald.

Insecte vu de dos ; conserve tête, corselet, élytre, une antenne.

« Tête de forme subtriangulaire, angles postérieurs légèrement arrondis, clypéus séparé du front par une suture rectiligne, légèrement arrondi à l'avant. Antennes insérées vers l'avant de la tête, l'antenne droite est assez bien conservée et montre onze articles à peu près aussi longs que larges, sauf le dernier qui est légèrement allongé et de forme ovale. Corselet presque carré, bord postérieur ne touchant pas la base des élytres, angles antérieurs à peine saillants, bords légèrement renflés, une faible ligne médiane (carène ?) dans la moitié antérieure. Elytres allongés, presque quatre fois plus longs que larges, scutellum très petit, surface des élytres ornée de neuf stries ponctuées. Fragments des pattes sur les côtés ».

### Dimensions
Longueur totale : 12,5 mm ; élytre L. : 7,5 mm, l. : 2 mm ; corselet L. : 3 mm, l. : 3,5 mm..

### Affinités
« L'insecte présente certains caractères du genre Trogosita OLIV. : corselet presque carré, élytres striés-ponctués, teinte noir-brun, antennes de onze articles insérées en avant des yeux. Mais il s'en distingue par les angles antérieurs du corselet qui sont à peine saillants. Par là il se rapproche du genre Temnochila Westwood, dont il diffère pourtant par le prothorax non rétréci en arrière. La masse terminale des antennes est à peine marquée sur l'échantillon, alors qu'elle est bien développée dans les Trogossitidae. ».

## Biologie
Les Trogossitidae forment une famille cosmopolite, d'une cinquantaine de genres, dont la moitié vit en Amérique tropicale ; ils sont rares dans les pays froids.

### Publication originale
- [1937] Louis Émile Piton et Nicolas Théobald, Les lignites et schistes bitumineux de Menat (Puy-de-Dôme). II: Les insectes fossiles de Menat. Revue des Sciences Naturelles d'Auvergne, vol. 3, 1937, 76-88 p., chap. 2.